# 催吐萝芙木
催吐萝芙木（学名：Rauvolfia vomitoria）是夹竹桃科萝芙木属的植物。分布在热带、南美洲以及中国大陆的广西、广东等地，目前尚未由人工引种栽培。